# Juvigné
Juvigné település Franciaországban, Mayenne megyében. Lakosainak száma 1332 fő (2022. január 1.). Juvigné Princé, Le Bourgneuf-la-Forêt, La Croixille, Ernée, Montenay, Saint-Hilaire-du-Maine, Saint-Pierre-des-Landes és Luitré-Dompierre községekkel határos.

## Népesség
A település népességének változása:
| Lakosok száma | 1792 | 1584 | 1495 | 1388 | 1486 | 1466 | 1456 | 1465 | 1421 | 1332 |
|               | 1968 | 1982 | 1990 | 2006 | 2013 | 2015 | 2017 | 2019 | 2020 | 2022 |